# Polycarpaea arenaria
Polycarpaea arenaria är en nejlikväxtart som först beskrevs av João de Loureiro, och fick sitt nu gällande namn av François Gagnepain. Polycarpaea arenaria ingår i släktet Polycarpaea och familjen nejlikväxter. Inga underarter finns listade i Catalogue of Life.